# Karat
Karat es una banda de rock creada en la desaparecida República Democrática Alemana. Su popularidad llegó más allá de sus fronteras, a la desaparecida RFA y al resto de Europa. Fue fundada en 1975 en lo que entonces era Berlín Este. La banda se formó a partir del grupo Panta Rhei. Algunas de sus canciones más famosas son Über sieben Brücken musst du gehn, Der blaue Planet, Jede Stunde, Schwanenkönig, König der Welt, Glocke Zweitausend, Magisches Licht, Blumen aus Eis, Gewitterregen y Albatros. 
Por una batalla legal por la marca, desde el 1 de enero de 2006 y hasta el 19 de junio de 2007 adoptó el nombre de K...!

## Historia

### Fundación
Karat surge de las cenizas de otro grupo: Panta Rhei. Este grupo de jazz-rock había visto mermada su popularidad a mediados de los años 70 cuando la vocalista Veronika Fischer deja el grupo para iniciar su carrera de solista. El grupo es disuelto cuando tres miembros restantes abandonan Panta Rhei para formar Karat en 1975. La idea es original del bajista Henning Protzmann, quien junto al guitarrista Pexa Ulrich (del grupo Frank Schöbel) se reúnen en Berlín Este en el otoño de 1974 y comienzan a desarrollar la idea y los primeros ensayos.
La formación inicial de Karat fue:
- Voz: Hans-Joachim "Neumi" Neumann.
- Teclados, compositor y letrista: Ulrich "Ed" Swillms.
- Bajo eléctrico: Henning Protzmann.
- Batería: Konrad Burkert.
- Guitarra sajona: Herbert Dreilich.
- Guitarra eléctrica: Ulrich Pexa.

### 1975 - 1978
Al año siguiente Burkert fue reemplazado por Michael Schwandt, y Pexa por Bernd Römer. Neumann se fue en 1977 debido al servicio militar, después de lo cual Dreilich se convirtió en el vocalista de la banda.
En 1978, la banda había lanzado varios sencillos, y estos fueron recopilados junto con otras canciones originales en un álbum de debut llamado igual que el grupo: Karat. Incluía el sencillo König der Welt (Rey del Mundo), una canción que destacó y estableció el estilo de Karat de una banda melódica de rock progresivo. El poeta Kurt Demmler escribió la letra de esta canción, que al igual que gran parte de la producción posterior de Karat, fue de carácter filosófico.

### 1979 - 1982
El segundo álbum de Karat, titulado Über sieben Brücken (A Través de Siete Puentes), lanzado en 1979, atrajo gran cantidad de atención sobre el grupo. Incluye una obra de ocho minutos de duración, estructurada clásicamente, llamada Albatros, cuya letra ("... der Albatros kennt keine Grenzen ."/"... el albatros no conoce fronteras.") tiene un doble sentido que implica una crítica indirecta a las restricciones de viaje en la RDA y el Muro de Berlín. La canción titulada Über sieben Brücken mußt Du geh'n ("Hay que Cruzar Siete Puentes") sigue siendo la canción más conocida de la banda. Sus conmovedoras reflexiones personales, presentaron a Karat al público fuera de Alemania del Este, sobre todo cuando el cantante Peter Maffay, de Alemania Occidental, grabó una versión convirtiéndose en un gran éxito en 1980.
En septiembre de 1979 actúan por primera vez en Berlín Occidental (RFA). Después de unas semanas el segundo álbum del grupo fue publicado bajo el nombre de Albatros en la RFA. En 1984 el álbum recibió el Disco de Oro.
Después de una temporada extensa de giras, con numerosas actuaciones como artistas invitados en el extranjero, en la primavera de 1980, es publicado Schwanenkönig (Cisne Rey), un álbum marcado de piezas líricas, cuyas letras en su mayoría provenían del periodista Norbert Kaiser. Kaiser trabajó desde entonces y hasta el 1986 como el principal compositor de Karat. Schwanenkönig fue lanzado simultáneamente en ambas partes de la dividida Alemania y constituye un suceso en la historia de Karat, pero también preocupaba a la crítica con respecto a la carrera poética y musical de la banda.

## Discografía

### Álbumes
- 1978 - Karat
- 1979 - Über sieben Brücken
- 1979 - Albatros
- 1980 - Schwanenkönig
- 1982 - Der blaue Planet
- 1984 - Die sieben Wunder der Welt
- 1985 - 10 Jahre Karat – Auf dem Weg zu Euch – Live
- 1987 - Fünfte Jahreszeit
- 1990 - …im nächsten Frieden
- 1991 - Karat
- 1992 - Vierzehn Karat (Lo mejor de... Oficial)
- 1995 - Die geschenkte Stunde
- 1997 - Balance (con la orquesta Deutschen Filmorchester Babelsberg)
- 1998 - Sechzehn Karat (Lo mejor de... Oficial)
- 2000 - Ich liebe jede Stunde
- 2001 - 25 Jahre – Das Konzert (con la orquesta Deutschen Filmorchester Babelsberg)
- 2003 - Licht und Schatten
- 2005 - 30 Jahre Karat
- 2010 - Weitergeh'n
- 2013 - Symphony(con la orquesta Kieler Philharmoniker)
- 2015 - Seelenschiffe